# マアト
マアト（Ma'at）は、古代エジプト神話の女神。マァト、マート、メアートなどとも表記される。

## 概要
ラーの娘とされる。これは、肉親という意味合いより地上を真実の光で照らす太陽の娘というラーからの分化と見られる。
頭にダチョウの羽根を挿した女性の姿で表される。この羽根は、大気の神シュウと同じ名で呼ばれる。この羽は、真理の象徴とされ、死者の魂を量るため、天秤の皿の一方に置かれた。

「法」「真理」「正義」を司るとされる。ギリシア神話のテミスやローマ神話のユースティティアに相当すると見做された。

## 神話
セトがオシリスを殺害した時、オシリスと共に冥界に移った。これ以降、オシリスが死後の楽園アアルを治めるのを手伝っているとされる。
死者の審判において死者の過去の罪を裁くとされた。アヌビスが計量する天秤の片方に死者の心臓、もう片方にマアトの羽根を載せる。この時、心臓が羽根より重い場合は、過去に悪行を犯したということが分かる。その場合アメミットという怪物に心臓を食べられ、アアルの野へ行けず永遠に復活できないと考えられていた。
ヘルモポリスにおいては、トートと関係付けられた。この神話の死者の審判では、トートが死者の心臓を計り、名簿に死者の名前を書き込むとされる。また古代の書記官が真実を書き込むようマアトとトートが保護し、監視したと考えられた。